# مايكل برينان (لاعب هوكي الجليد)
ميخائيل برينان (بالإنجليزية: Michael Brennan)‏ هو لاعب هوكي الجليد أمريكي، ولد في 24 يناير 1986 في سميثتاون في الولايات المتحدة.

## وصلات خارجية
- ميخائيل برينان على موقع دوري الهوكي الوطني (الإنجليزية)
- ميخائيل برينان على موقع EliteProspects.com (الإنجليزية)
- ميخائيل برينان على موقع HockeyDB.com (الإنجليزية)